# グリーンズ
株式会社グリーンズは、三重県四日市市に本社を置く、ホテルやレストランを運営する企業である。東証スタンダード・名証プレミア上場。

## 概要
日本における新興のビジネスホテルチェーン企業の一つでる。ブランドはシティホテル、グリーンホテル、ホテルエコノ、ホテルグリーンパーク、コンフォートホテル等である。100%子会社のチョイスホテルズジャパンを含めて全国展開を加速させている。
2017年（平成29年）3月23日、東証2部および名証2部に株式を上場した。2018年（平成30年）3月23日には、東証1部および名証1部に指定されている。両取引所の市場再編に伴い、2022年（令和4年）4月より東証スタンダード市場および名証プレミア市場に上場した。
2022年（令和4年）8月、スターアジアが株式会社グリーンズ及びワシントンホテル株式会社に戦略的投資を実施したと発表した。
2022年（令和4年）10月31日、創業の地である四日市市浜田町に本社ビルおよびコンフォートホテル四日市が竣工。同年12月14日、本社ビル上層階の6階から13階に、四日市市内では初となるコンフォートブランド『コンフォートホテル四日市』がオープンした。

## 沿革
- 1957年（昭和32年）7月 -  駅前旅館「新四日市ホテル」を現在の本店所在地である三重県四日市市浜田町に創業。
- 1964年（昭和39年）1月 - 有限会社新四日市ホテルを設立。
- 1980年（昭和55年）7月 - 株式会社新四日市ホテルに法人改組。
- 1987年（昭和62年）7月 - 株式会社グリーンズに商号変更。
- 2000年（平成12年）9月 - 株式会社日本チョイスを設立（2004年7月に「株式会社チョイスホテルズジャパン」に社名変更）。
- 2009年（平成21年）8月～2013年（平成25年）7月 - 財務リストラの実施を目的に、三重県中小企業再生支援協議会による再生支援
- 2015年（平成27年）7月 - 株式会社ベストを完全子会社化。
- 2016年（平成28年）7月 - 株式会社ベストを吸収合併。
- 2017年（平成29年）3月 - 東京証券取引所市場第二部及び名古屋証券取引所市場第二部に株式を上場。
- 2018年（平成30年）3月 - 東京証券取引所市場第一部及び名古屋証券取引所市場第一部銘柄に指定。

## チェーンホテル
シティホテル・アネックス
- 四日市シティホテル（三重県四日市市）

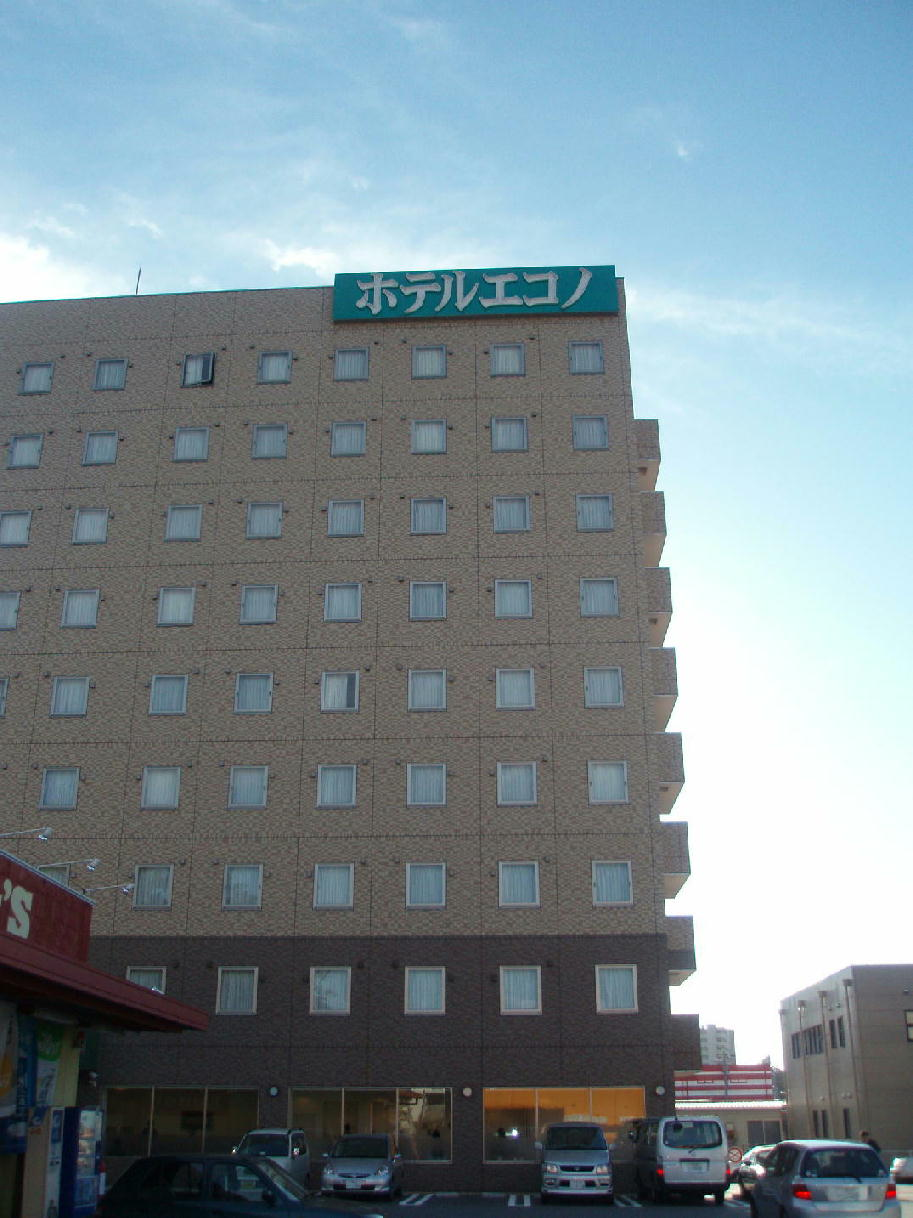
ホテルエコノ亀山

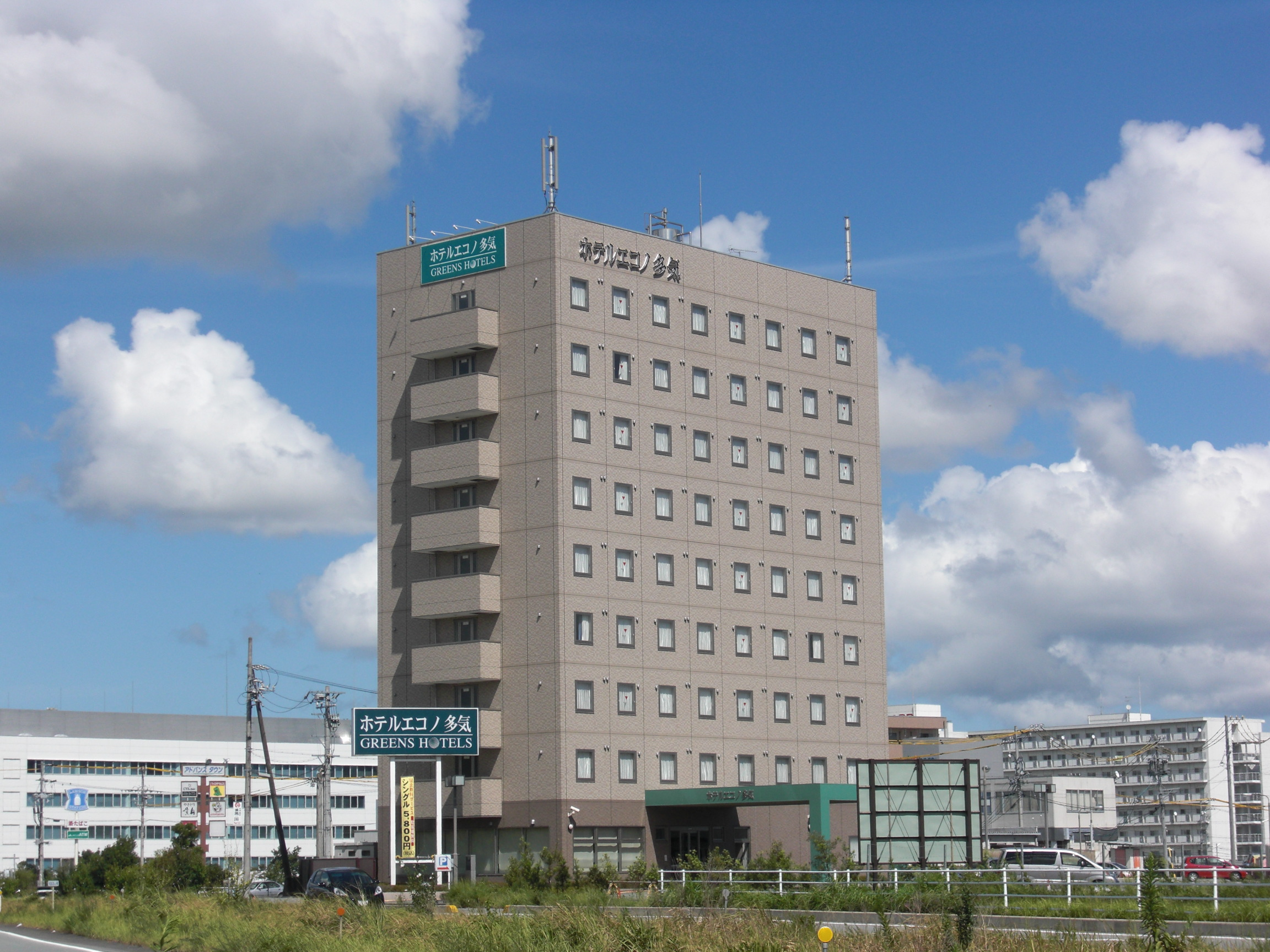
ホテルエコノ多気

- 四日市シティホテルアネックス（三重県四日市市）
- 松阪シティホテル（三重県松阪市）
- 伊勢シティホテル（三重県伊勢市）
- 伊勢シティホテルアネックス（三重県伊勢市）
- 伊賀上野シティホテル（三重県伊賀市）

グリーンホテル
- 桑名グリーンホテル（三重県桑名市）
- 久居グリーンホテル（三重県津市）

ホテルグリーンパーク
- ホテルグリーンパーク鈴鹿（三重県鈴鹿市）
- ホテルグリーンパーク津（三重県津市、アスト津）

ホテルエコノ
- ホテルエコノ四日市（三重県四日市市）
- ホテルエコノ亀山（三重県亀山市）
- ホテルエコノ津駅前（三重県津市）
- ホテルエコノ多気（三重県多気郡）
- ホテルエコノ金沢駅前（石川県金沢市）
- ホテルエコノ東金沢（石川県金沢市)
- ホテルエコノ福井駅前（福井県福井市）

その他
- ホテルエスプル名古屋栄（愛知県名古屋市）
- ホテルエスプル広島平和公園（広島県広島市）
- ホテル門前の湯（新潟県上越市）
- ベストイン魚津（富山県魚津市）
- 名和プラザホテル（愛知県東海市）
- センターワンホテル半田（愛知県半田市）
- 伊賀上野シティホテル（三重県伊賀市）
- hoter around TAKAYAMA,Ascend Hotel Collection（岐阜県高山市） - 2023年7月にチョイスホテルズの新ブランド「Ascend Hotel Collection」の一つとなった。
- ハイウェイホテルレストイン多賀（滋賀県犬上郡多賀町）
- HOTELメリケンポート神戸元町（兵庫県神戸市）